# Oskar Luts

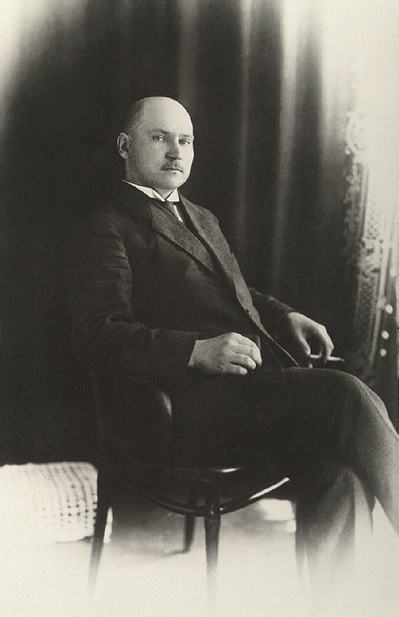
Oskar Luts

Oskar Luts (Järvepera, 7 januari 1887 [O.S. 26 december 1886] - Tartu, 23 maart 1953) was een Estse romancier en toneelschrijver, vooral bekend om zijn realistisch proza - sentimenteel en humorvol. Hij wordt wel de meest prominente prozaschrijver uit de twintigste-eeuwse Estse literatuur genoemd. Zijn bekendste romans zijn zonder twijfel Kevade (in het Engels vertaald als Spring, 1912-1913) en Suvi (Summer, 1918-1919).

## Biografie
Oskar Luts wordt geboren in een middenklassegezin in Järvepera, centraal-Estland - destijds onderdeel van Lijfland, dat op dat moment onder het Russische gouvernement valt.
Hij volgt primair onderwijs op parochiescholen in de regio en in 1899 vervolgt hij zijn studie in Tartu (dan nog: Dorpat), als universiteitsstad de intellectuele hoofdstad van Estland. Van 1902-1903 werkt hij als apothekersleerling in Tartu en Narva. Na zijn examens, op zijn zestiende, gaat hij in Tallinn aan de slag als apotheker. In militaire dienst in Sint-Petersburg (1909-1911) werkt hij eveneens in de farmaceutische industrie. Terug in Tartu in 1911, studeert hij farmacie aan de Universiteit van Tartu.
Wanneer de Eerste Wereldoorlog uitbreekt werkt Luts als militaire farmacie achtereenvolgens in Pskov, Warschau, Daugavpils, Vilnius en Vitebsk. In laatstgenoemde plaats trouwt Luts met Valentina Krivitskaja (1892-1982). Hier wordt ook zoon Georg (1918-2004) geboren - die later eveneens farmacie studeert in Tartu en zich in de literatuur bekwaamt.
Oskar Luts wordt in 1918 vanwege gezondheidsredenen uit militaire dienst ontheven. Hij keert met zijn familie terug naar Tartu, waar hij enige tijd als apotheker aan de slag gaat, in de universiteitsbibliotheek werkt (1919-1920) en een winkel opent.
In 1922, hij is dan 35, begint hij zijn professionele carrière als schrijver.
Na zijn dood in 1954 wordt Luts begraven op begraafplaats Ropka-Tamme in Tartu.

## Werken
Wanneer Luts in 1922 besluit zich volledig op zijn schrijfcarrière te richten, heeft hij zijn belangwekkendste weken al geschreven.
In de jaren voor de Eerste Wereldoorlog schrijft hij verscheidene komedies, alsook zijn eerste roman Kevade (Lente), waarvan deel I in 1912, en deel II in 1913 verschijnt. Kevade, waarin hij het schoolleven van kinderen in ruraal Estland portretteert, is tot op heden zijn meest succesvolle en bekende werk. Dezelfde karakters treden op in Suvi (Zomer, I 1918, II 1919) en Sügis (I 1938, II 1888, postuum).
Luts' bekendste toneelspel is ongetwijfeld Kapsapea (The Cabbage, 1913), over een grote, groeiende kool in de achtertuin van een Estse familie. In 1993 werd dit verhaal omgewerkt tot korte animatiefilm, waarin de klassieke actiefilm geparodieerd wordt. Eerder genoemde romans Kevade, Suvi en Sügis zijn alle verfilmd door producent Arvo Kruusement.
Na de oorlog is Luts' werk somberder en minder humorvol. Wel schreef hij in deze jaren zijn meest populaire kinderboek Nukitsamees (1920).
Oskar' Luts werken zijn in vele talen vertaald, onder andere in het Engels, Duits, Portugees en Russisch. Van Nederlandstalige vertalingen is vooralsnog geen sprake.

## Herinneringscultuur
Direct na de dood van Oskar Luts in 1954 werden door Estland heen monumenten opgericht. Tussen 1958 en 1987 droeg de Tartuse Näituse straat de naam Luts. In 1987 (honderd jaar na Luts' geboorte) werd de stadsbibliotheek van Tartu, die tot dan toe de naam Nikolai Gogol draagt, naar Luts vernoemd (Tartu Oskar Lutsu nimeline linnaraamatukogu). Ook het gymnasium in Palamuse (provincie Jõgevamaa) draagt de naam Oskar Luts.
In 1964 werd het woonhuis van Oskar Luts in Riia Maantee (Rigastraat) gemusealiseerd. Dit museum, tegenwoordig een departement van Tartu's Stadsmuseum, is tot op heden te bezoeken van woensdag-zaterdag tussen 11.00-17.00.
- Bibsys: 90321980
- Bibliothèque nationale de France: cb121756765 (data)
- Gemeinsame Normdatei: 118879162
- International Standard Name Identifier: 0000 0001 0881 6993
- Library of Congress Control Number: n86096273
- Nationale Bibliotheek van Letland: 000023782
- Nationale Bibliotheek van Tsjechië: xx0002774
- Nationale Bibliotheek van Israël: 987007349027705171
- Nederlandse Thesaurus van Auteursnamen: 16930924X
- Système universitaire de documentation: 030315832
- Virtual International Authority File: 27108708
- WorldCat: E39PBJjXkT7WMFgCxpr3d3BgKd